# Salma Phillips
Salma Phillips là một người dẫn chương trình truyền hình, một nhà văn và người dẫn chương trình từ phía bắc Nigeria. Tên đầy đủ của cô là Ummu Salma Nabila Phillips. Cô được biết đến như là gương mặt của truyền hình phía bắc. Cô có bằng tốt nghiệp luật từ Đại học Jos, Nigeria và cũng là Cử nhân. theo luật của Đại học Khoa học và Công nghệ bang Rivers, Port Harcourt. Ước mơ của cô là trở thành phóng viên của CNN.

## Background
Salma là người gốc một nửa Fulani và một nửa Calabari từ phía bắc Nigeria và một người yêu nhạc hip hop.

## Nghề nghiệp
Salma tốt nghiệp ngành luật tại Đại học Jos, Nigeria và cũng nhận bằng Cử nhân luật tại Đại học Khoa học và Công nghệ, Port Harcourt. Salma và Aṣa, một nhạc sĩ người Nigeria đáng chú ý, học cùng trường đại học. Vào ngày 7 tháng 2 năm 2016, cô bắt đầu chương trình Salma với trọng tâm là các vấn đề thời sự. Theo BellaNaija, cô nói: "Trở thành người dẫn chương trình trò chuyện là một giấc mơ trở thành sự thật với tôi. Tôi luôn muốn có một nền tảng nơi tôi có thể phát sóng quan điểm của mình về các chủ đề mà tôi đam mê. Cuộc hành trình này bắt đầu 3 năm trước khi tôi quay tập phim phi công của mình, giữa rất nhiều thất bại và chán nản. Tôi đã quyết tâm cho đi bất cứ điều gì cần thiết để thành công. Cảm giác thật tuyệt khi cuối cùng cũng thấy nó đến với nhau. " Những người mẫu của cô bao gồm Oprah Winfrey, Christian Amanpour, Funmi Iyanda và Femi Oke.